# Giovanni Simeone
Giovanni Pablo Simeone Baldini, más conocido como Gio Simeone (Buenos Aires, Argentina; 5 de julio de 1995), es un futbolista argentino que juega como delantero en el Torino Football Club de la Serie A.

## Trayectoria

### River Plate

#### Inferiores
Hijo de Diego Simeone, en 2008 llegó a las divisiones inferiores de River Plate. En 2011 firmó con River Plate un contrato por tres años con una cláusula de rescisión de 15 millones de euros.

#### Temporada 2013-14
En su primera pretemporada con River Plate disputó algunos partidos de preparación frente a equipos salteños: Juventud Antoniana, Central Norte y Gimnasia y Tiro. Contra este último marcaría dos goles en la victoria de su equipo por 3-0. Fue una de las jóvenes apuestas de Ramón Ángel Díaz y promesas de River Plate junto a  Federico Andrada, Juan Cruz Kaprof, Augusto Solari, Matías Kranevitter y Éder Álvarez Balanta.
El 4 de agosto, en el arranque del campeonato, Ramón Ángel Díaz, debido a la falta de delanteros, tuvo que apostar por él que hizo su debut frente a Gimnasia y Esgrima La Plata en la derrota de su equipo por 1-0 (gol de Lucas Licht de penal) correspondiente a la primera fecha del Torneo Inicial 2013 en el cual tuvo una situación muy clara de gol un cabezazo que tapo el arquero Fernando Monetti. En la segunda fecha del Torneo Inicial los millonarios tendrían su primera victoria en el campeonato 1-0 contra Rosario Central como local en El Monumental, donde tendría su participación en el gol asistiendo a Federico Andrada que puso el gol en el segundo tiempo.
Con la llegado de nuevos delanteros al plantel, como el colombiano Teófilo Gutiérrez y el uruguayo Rodrigo Mora, el joven jugador variaría entre la titularidad y la suplencia, con mucha más suplencia que titularidad en el Torneo Inicial. El 8 de septiembre jugaría un partido como local y marcaría su primer gol frente a Tigre anotando el segundo gol en la victoria de su equipo por 3-0 correspondiente a la sexta fecha del mismo torneo: el gol llegó después de que los defensores se hicieran un nudo y el balón rebotase hacia los pies del jugador, quien resolvió por debajo del travesaño con un potente disparo ascendente.
El 17 de noviembre marcaría su segundo gol en la derrota 1-3 de su equipo frente a Olimpo en la decimosexta fecha del mismo torneo, abrió el marcador a los 9 minutos tras un centro de Leonel Vangioni que agarró y le pegó con la pierna antes que tocara el piso, poniendo el 1-0 parcial.

#### Temporada 2014
Con la partida de Ramón Ángel Díaz y con la llegada del nuevo técnico Marcelo Gallardo al club para jugar la Copa Argentina, el Torneo de Transición y la Copa Sudamericana con lo cual el joven jugador tendría aún menos rodaje en 2014. Su primer partido vería su primeros minutos con el nuevo técnico fue por la Copa Argentina el 20 de agosto contra Colón ingresaría en el segundo tiempo a los 91 minutos en reemplazo de Lucas Boyé, donde su equipo pasaría a la siguiente ronda.
El 16 de octubre se mediría como visitante por los octavos de final contra Club Libertad de Paraguay por la Copa Sudamericana sería goleada 1-3 en el partido de ida jugado en el Estadio Dr. Nicolás Leoz, convirtió su primer gol internacional tras una gran asistencia de Leonardo Pisculichi que habilitó desde atrás de la mitad de cancha, el joven jugador que le ganó en velocidad a su marcador y definió con tres dedos sentenciando el resultado final. El 22 de octubre River Plate jugaría el partido de vuelta de los octavos por la Copa Sudamericana contra Club Libertad en El Monumental sería victoria 2-0 con un gol de Gio que ingreso a los 60 minutos en reemplazo de Teófilo Gutiérrez y los 91 minutos convertiría el segundo gol de su equipo tras un remate aras del piso para vencer al arquero Rodrigo Muñoz. Un dato curioso con el ingreso del juvenil River Plate quedaría con tres delanteros que salieron de las juveniles del club Lucas Boyé y Sebastián Driussi que ninguno supera los 20 años de edad.
El 20 de noviembre debido a la lesión de Rodrigo Mora ingresaría en el 11 titular, para el Superclásico en la ida de las semifinales de la Copa Sudamericana jugado contra Boca Juniors jugada en la La Bombonera disputando los 90 minutos en el empate 0-0. En el partido de vuelta no jugaría pero River Plate conseguiría vencerlo por 1-0 y además le daría el pase a la final de la Copa Sudamericana a jugar contra Atlético Nacional de Colombia. De la mano de Marcelo Gallardo Simeone podría festejar su primer título internacional en su joven carrera la Copa Sudamericana 2014 en la cual aporto 2 goles para el logro.
El 13 de enero el club CA Banfield habría hecho una oferta para incorporar al joven delantero que disputó una cantidad de partidos con goles pero con mucha irregularidad en su continuidad en River Plate que pasaría a préstamo en búsqueda de continuidad y afirmarse a la Primera División de Argentina.

#### Temporada 2015
Después del logro del Sudamericano 2015 obtenido con la Selección argentina sub-20, Giovanni Simeone volvería a River Plate de cara al comienzo del Campeonato Argentino 2015 y a la Copa Libertadores 2015. El 8 de marzo River Plate debido a la doble competencia Simeone tendría su oportunidad como titular por el torneo local contra Unión de Santa Fe en el empate 2-2, con un partido destacado para Gio en el primer tiempo aunque no pudiendo marcar un gol dio una habilitación a Fernando Cavenaghi.

### C. A. Banfield
En julio de 2015 es cedido con opción de compra al Club Atlético Banfield de la Primera División Argentina. En esa temporada Simeone tendría una buena actuación marcando 7 goles en 19 partidos siendo juntó a Mauricio Cuero los goleadores del equipo.
En el torneo 2016 con la llegada de Santiago Silva jugaría de extremo por derecha y no de "9" como jugaba la temporada pasada. En el ciclo de Vivas como técnico en el 2016, "Gio" marcaría 2 goles (frente a Godoy Cruz e Independiente). Ya con Falcioni como DT jugaría con un 4-4-2 con Silva y Simeone de delanteros o con un 4-5-1 con Silva como único delantero y Simeone en el banco. En el partido frente a Lanús, Silva sería expulsado y le darían 2 fechas de suspensión, quedando Simeone como titular. Ya en el siguiente partido Simeone tendría un gran partido marcando su segundo doblete con la camiseta de Banfield.

### Genoa C. F. C.
Para la temporada 2016-17 llegó al Genoa de la Serie A de Italia. El 21 de agosto debutó en la victoria de su club 3 a 1 sobre el Cagliari. Su primer gol lo marcó el 25 de septiembre en el empate a un gol con Pescara. Le dio el gol de la victoria el 2 de octubre en su visita al Bologna. Su primer doblete lo hizo el 27 de noviembre en la histórica victoria 3 a 1 contra la Juventus. El 1 de diciembre le dio la victoria a su club por Copa Italia, en la prórroga que terminaría 4 a 3 contra el Perugia.
Volvió a marcar un doblete el 18 de diciembre, aunque su equipo perdió de local con Palermo por 3-4. El 19 de enero marcó dos goles en el empate 3 a 3 en su visita a la Fiorentina.

### A. C. F. Fiorentina
En agosto de 2017 fichó por la Fiorentina. La primera temporada con la camiseta viola fue positiva, con 14 goles y su primer triplete en la liga italiana, en la victoria de su equipo por 3 a 0 contra el Napoli el 29 de abril de 2018.
En su segundo año, por el contrario, no ofreció el mismo rendimiento (6 goles en la liga), consiguiendo la Fiorentina la permanencia en la Serie A sólo en la última jornada; en la Copa Italia destacó por su doblete en la goleada por 7-1 infligida a la Roma en Florencia.

### Cagliari Calcio
El 30 de agosto de 2019, Simeone se marchó al Cagliari en calidad de cedido con obligación de compra. El 1 de septiembre debutó con la camiseta de los sardos en el partido de local perdido contra el Inter de Milán (1-2). El 15 de septiembre, en el partido de local contra el Parma, marcó su primer gol en el partido que los sardos ganaron por 3-1. Después de una primera parte de la temporada con altibajos, a su regreso del confinamiento por la pandemia de COVID-19, marcó durante 4 partidos consecutivos, llegando a un total de 12 goles.
Empezó bien la temporada siguiente (incluso marcando un doblete en la victoria por 2-3 ante el Torino; sin embargo terminó con un total de 6 goles.

### Hellas Verona F. C.
Tras jugar unos minutos con el Cagliari en el partido contra el Spezia, el 26 de agosto de 2021 fichó por el Hellas Verona. El 13 de septiembre jugó como titular en el partido en casa contra el Bologna. El 25 de septiembre siguiente encontró su primer gol, abriendo el marcador en el partido de local contra el Genoa. El 24 de octubre anotó el primer póker de su carrera, marcando los cuatro goles del Verona en la victoria por 4-1 en casa contra la Lazio; confirmó su buen comienzo de temporada, marcando también el doblete decisivo en la victoria por 2-1 en casa contra la Juventus de Turín. Cerró su primera temporada en el Verona con 17 goles marcados en 35 partidos. El 13 de junio de 2022, el Verona llegó a un acuerdo con el Cagliari y se hizo cargo del total de la ficha del argentino.

### S. S. C. Napoli
El 18 de agosto de 2022 se hizo oficial su fichaje por el Napoli en calidad de cedido con derecho de compra, que se convirtió en una obligación al cumplirse ciertas condiciones deportivas. Debutó con los azzurri el 28 de agosto siguiente, ante la Fiorentina, su antiguo equipo, sustituyendo a Victor Osimhen en el último cuarto de hora del partido (que terminó con un empate por 0-0). El 7 de septiembre también debutó en la Liga de Campeones, de nuevo sustituyendo a Osimhen, y a los pocos minutos también marcó su primer gol en este torneo y con la camiseta azzurra, contribuyendo a la victoria de los napolitanos sobre el Liverpool por 4-1. El 18 de septiembre decidió el partido que su equipo ganó en San Siro contra el AC Milan, marcando el definitivo 1-2, su primero en la Serie A con el Napoli. El 26 de octubre marcó su primer doblete con los napolitanos, así como el primero en la Liga de Campeones, en la victoria por 3-0 de local contra Rangers, convirtiéndose así también en el segundo jugador argentino, después de su padre, en marcar cuatro goles en sus cuatro primeros partidos en la máxima competición europea. El 17 de enero de 2023, en su debut en la Copa Italia con los azzurri, marcó el gol de la ventaja momentánea en el partido de local ante la Cremonese, válido por los octavos de final y que acabó con la eliminación de su equipo en los penaltis, después de que tanto el tiempo reglamentario como la prórroga acabaran con el resultado de 2-2. El 29 de enero siguiente marcó el gol decisivo en la victoria de local contra la Roma (2-1), valedera para la vigésima jornada del campeonato. El 4 de mayo de 2023, en virtud del empate del Napoli contra el Udinese (1-1), conquistó el primer Scudetto de su carrera, el tercero de la historia para el club napolitano.
El 15 de junio de 2023, Simeone firmó un contrato con el Napoli válido hasta 2026, con opción de prórroga hasta 2027.
La temporada siguiente, marcó un gol en la Serie A, el 18 de septiembre de 2023 en el partido como visitante ante el Milan, y tres goles en la Liga de Campeones: uno el 7 de septiembre contra el Liverpool y un doblete el 26 de octubre ante Rangers.
En la temporada 2024-25, Simeone anotó en dos ocasiones: el 25 de agosto marcó el primer gol de los tres que el Napoli le convirtió al Bologna, en la liga, mientras que el 26 de septiembre fue autor de uno de los cinco tantos en la victoria frente al Palermo por la Copa Italia. Al final de la temporada, conquistó su segundo Scudetto con el Napoli.

### Torino F. C.
Tras tres temporadas y dos ligas ganadas en el Napoli, el 7 de agosto de 2025 fue cedido con compra obligatoria si se cumplen ciertas condiciones al Torino.

## Selección nacional

### Selección argentina sub-20

#### Sudamericano Sub-20
Simeone formó parte del plantel argentino Sub-18. Debido a sus buenas actuaciones también fue convocado para formar parte de la Sub-20 con tan solo 17 años. En marzo del año 2014 Giovanni Simeone es convocado por Alejandro Sabella en la selección de fútbol de Argentina como sparring en los entrenamientos.
El 6 de enero de 2015, Humberto Grondona, director técnico del Seleccionado Argentino sub-20, entregó una lista con los 32 futbolistas en la cual fue convocado Gio Simeone para que se entrenase a partir del lunes de cara al campeonato sudamericano sub-20 de la categoría que se disputará a partir de enero próximo en Uruguay. El 10 de enero a muy poco del comienzo del Sudamericano Sub-20 Humberto Grondona dio la lista de 23 convocados que Simeone se encontraba y de los 7 futbolista de River Plate que se encontraban en la primera lista 6 quedaron en la lista final que viajaran a Uruguay.
El 14 de enero la Selección argentina sub-20 tendría su debut en el Sudamericano Sub-20 contra la Selección de Ecuador Sub-20 en lo que fue una gran goleada 5-2 con Gio Simeone como el goleador del encuentro con dos goles el primero fue en el amanecer del apartido tras una jugada de Ángel Correa remató mordido y Simeone la empujó en el centro del área y el segundo gol fue tras un desborde de Ángel Correa tiro el centro para Simeone que solo tuvo que empujarla. El 16 de enero en la segunda fecha del torneo para ratificar su gran nivel en el primer partido la Selección argentina sub-20 tendría un duro golpe al perder 0-1 contra la Selección de Paraguay Sub-20 que se coloca por el momento como puntero de grupo.
El 18 de enero tras el duro golpe de la derrota pasada la Selección argentina sub-20 derrotó con amplitud a su par de la Selección de Perú Sub-20, por 6-2, en partido correspondiente a la tercera fecha del grupo A con la figura de Simeone con un doblete su primer gol fue tras un pase de Sebastián Driussi que definió ante de la salida arquero por arriba el segundo de su cuenta personal sería tras un centro de Leonardo Suárez que de cabeza cerro la goleada. El 22 de enero se jugaba el último partido de la zona a del Sudamericano Sub-20 que la Argentina Sub-20 jugaría contra Selección de Bolivia Sub-20 en lo que sería victoria 3-0 con Gio Simeone de nuevo como goleador del partido otro doblete los dos goles serían tras dos asistencias de Leonardo Suárez que en las dos ocasiones se la dejaría solo para empujarla.
El 7 de febrero de 2015 se corona campeón del Sudamericano Sub-20 siendo una pieza fundamental en el equipo y saliendo goleador del torneo con 9 tantos.

#### Copa Mundial Sub-20

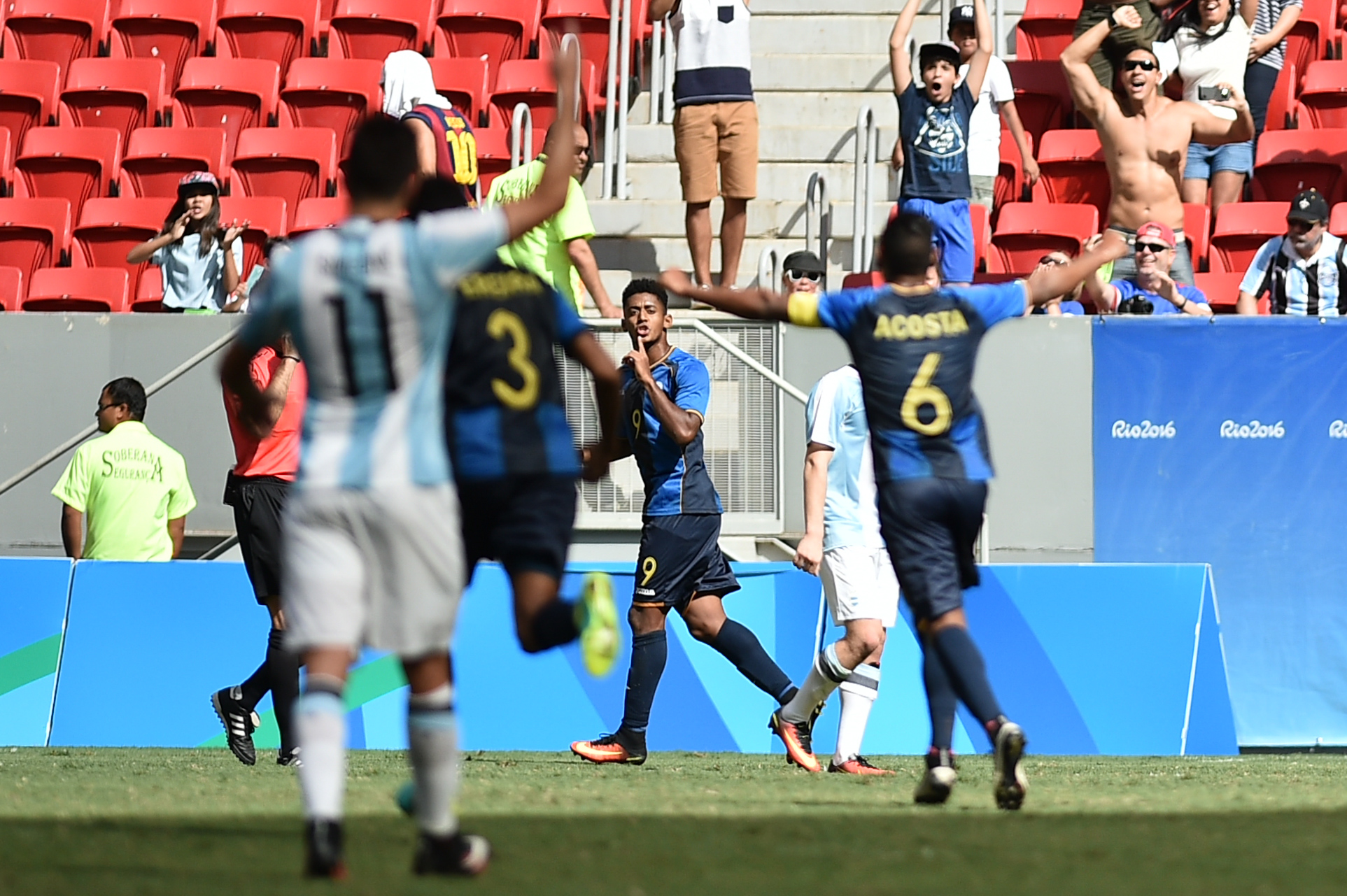
Simeone (de espaldas) en un encuentro de Argentina frente a Honduras en los Juegos Olímpicos de Río de Janeiro 2016

El 6 de marzo de 2015 el entrenador del seleccionado Sub-20, Humberto Grondona, lo incluyó en la Preselección de cara a la Copa Mundial Sub-20 que se llevó a cabo en Nueva Zelanda. Los entrenamientos y amistosos comenzaron a fines de marzo y seguieron todo abril, hasta que la lista final de jugadores que viajaron al mundial fue anunciada los primeros días de mayo. El 13 de mayo de 2015, Humberto Grondona confirmó la lista de 21 futbolistas que representarán a la Selección Sub-20 en el Mundial de Nueva Zelanda en la cual se encontraba Giovanni Simeone. El plantel viajó el lunes 18 de mayo hacia Tahití, donde disputó dos amistosos ante la selección local, y el 25 de mayo llegó a Wellington para debutar el 30 de mayo ante Panamá. El 21 de mayo en el primer amistoso preparatorio jugado antes del Mundial de Nueva Zelanda la Selección argentina sub-20 perdió en Tahití por 3-1 ante el representativo mayor de ese país, en un encuentro amistoso jugado en el Estadio Pater Te Hono Nui. El 24 de mayo el seleccionado jugaría el segundo amistoso, y último antes de viajar a Nueva Zelanda para disputar el Mundial, contra Tahití y esta vez la albiceleste se impondría por 4 a 1, con goles de Ángel Correa, Monteseirín, Simeone y Emiliano Buendía, mostrando buen manejo de la pelota y contundencia en ataque.

### Selección mayor
Simeone fue convocado por primera vez a la selección absoluta para la doble fecha FIFA de septiembre de 2018. El 8 de septiembre de 2018, Simeone hizo su debut en calidad de titular ante Guatemala, y allí también marcó su primer gol con la camiseta albiceleste, poniendo el 3-0 definitivo en la victoria del seleccionado nacional frente a los centroamericanos. Contra el segundo rival, Colombia, Simeone fue suplente, aunque entró a los 88 minutos en reemplazo de Nicolás Tagliafico, donde tuvo un duro choque con el portero cafetero, David Ospina. Como parte de un recambio generacional, Simeone continuó siendo convocado por el entrenador interino, Lionel Scaloni, convirtiéndose en un jugador regular en los próximos encuentros que debía disputar la albiceleste. Al mes siguiente, Simeone fue nuevamente incluido en la lista de jugadores para disputar los amistosos de octubre ante Irak y Brasil, ingresando en el complemento de ambos partidos, ante Irak por Lautaro Martínez, y frente a Brasil por Mauro Icardi. En noviembre, Simeone fue citado para disputar los últimos cotejos del seleccionado nacional en 2018, midiendose con México de local en un torneo de carácter amistoso. Simeone logró brindar una asistencia a Paulo Dybala en el segundo encuentro ante el conjunto tricolor, que le permitiría a este sellar el triunfo albiceleste por 2-0. 
En septiembre de 2020 es nuevamente convocado por Lionel Scaloni para la doble fecha eliminatoria frente a Ecuador y Bolivia.

#### Detalle
| \| # \| Fecha \| Estadio \| Local \| Resultado \| Visitante \| Goles \| Asist. \| Competición \| \| ----- \| ---------- \| ------------------------------------------ \| --------- \| --------- \| --------- \| ----- \| ------ \| ------------------- \| \| 1 \| 14-01-2015 \| Profesor Alberto Suppici, Colonia, Uruguay \| Argentina \| 5:2 \| Ecuador \| \| \| Sudamericano Sub-20 \| \| 2 \| 16-01-2015 \| Profesor Alberto Suppici, Colonia, Uruguay \| Argentina \| 0:1 \| Paraguay \| \| \| Sudamericano Sub-20 \| \| 3 \| 18-01-2015 \| Profesor Alberto Suppici, Colonia, Uruguay \| Argentina \| 6:2 \| Perú \| \| \| Sudamericano Sub-20 \| \| 4 \| 22-01-2015 \| Profesor Alberto Suppici, Colonia, Uruguay \| Argentina \| 3:0 \| Bolivia \| \| \| Sudamericano Sub-20 \| \| 5 \| 26-01-2015 \| Centenario, Montevideo, Uruguay \| Argentina \| 2:0 \| Perú \| \| \| Sudamericano Sub-20 \| \| 6 \| 29-01-2015 \| Gran Parque Central, Montevideo, Uruguay \| Argentina \| 1:1 \| Colombia \| \| \| Sudamericano Sub-20 \| \| 7 \| 01-02-2015 \| Gran Parque Central, Montevideo, Uruguay \| Argentina \| 2:0 \| Brasil \| \| \| Sudamericano Sub-20 \| \| 8 \| 04-02-2015 \| Centenario, Montevideo, Uruguay \| Argentina \| 3:0 \| Paraguay \| \| \| Sudamericano Sub-20 \| \| 9 \| 07-02-2015 \| Centenario, Montevideo, Uruguay \| Uruguay \| 1:2 \| Argentina \| \| \| Sudamericano Sub-20 \| \| 10 \| 21-05-2015 \| Pater Te Hono Nui, Papeete, Tahití \| Tahití \| 3-1 \| Argentina \| \| \| Amistoso \| \| 11 \| 24-05-2015 \| Pater Te Hono Nui, Papeete, Tahití \| Argentina \| 4-1 \| Tahití \| \| \| Amistoso \| \| 12 \| 30-05-2015 \| Westpac Stadium, Wellington, Nueva Zelanda \| Argentina \| 2-2 \| Panamá \| \| \| Copa Mundial Sub-20 \| \| 13 \| 02-06-2015 \| Westpac Stadium, Wellington, Nueva Zelanda \| Argentina \| 2-3 \| Ghana \| \| \| Copa Mundial Sub-20 \| \| 14 \| 05-06-2015 \| Westpac Stadium, Wellington, Nueva Zelanda \| Austria \| 0-0 \| Argentina \| \| \| Copa Mundial Sub-20 \| \| Total \| \| Presencias \| 14 \| \| Goles \| 14 \| 2 \| \| |            |                                            |           |           |           |       |        |                     |
| # | Fecha      | Estadio                                    | Local     | Resultado | Visitante | Goles | Asist. | Competición         |
| 1 | 14-01-2015 | Profesor Alberto Suppici, Colonia, Uruguay | Argentina | 5:2       | Ecuador   |       |        | Sudamericano Sub-20 |
| 2 | 16-01-2015 | Profesor Alberto Suppici, Colonia, Uruguay | Argentina | 0:1       | Paraguay  |       |        | Sudamericano Sub-20 |
| 3 | 18-01-2015 | Profesor Alberto Suppici, Colonia, Uruguay | Argentina | 6:2       | Perú      |       |        | Sudamericano Sub-20 |
| 4 | 22-01-2015 | Profesor Alberto Suppici, Colonia, Uruguay | Argentina | 3:0       | Bolivia   |       |        | Sudamericano Sub-20 |
| 5 | 26-01-2015 | Centenario, Montevideo, Uruguay            | Argentina | 2:0       | Perú      |       |        | Sudamericano Sub-20 |
| 6 | 29-01-2015 | Gran Parque Central, Montevideo, Uruguay   | Argentina | 1:1       | Colombia  |       |        | Sudamericano Sub-20 |
| 7 | 01-02-2015 | Gran Parque Central, Montevideo, Uruguay   | Argentina | 2:0       | Brasil    |       |        | Sudamericano Sub-20 |
| 8 | 04-02-2015 | Centenario, Montevideo, Uruguay            | Argentina | 3:0       | Paraguay  |       |        | Sudamericano Sub-20 |
| 9 | 07-02-2015 | Centenario, Montevideo, Uruguay            | Uruguay   | 1:2       | Argentina |       |        | Sudamericano Sub-20 |
| 10 | 21-05-2015 | Pater Te Hono Nui, Papeete, Tahití         | Tahití    | 3-1       | Argentina |       |        | Amistoso            |
| 11 | 24-05-2015 | Pater Te Hono Nui, Papeete, Tahití         | Argentina | 4-1       | Tahití    |       |        | Amistoso            |
| 12 | 30-05-2015 | Westpac Stadium, Wellington, Nueva Zelanda | Argentina | 2-2       | Panamá    |       |        | Copa Mundial Sub-20 |
| 13 | 02-06-2015 | Westpac Stadium, Wellington, Nueva Zelanda | Argentina | 2-3       | Ghana     |       |        | Copa Mundial Sub-20 |
| 14 | 05-06-2015 | Westpac Stadium, Wellington, Nueva Zelanda | Austria   | 0-0       | Argentina |       |        | Copa Mundial Sub-20 |
| Total |            | Presencias                                 | 14        |           | Goles     | 14    | 2      |                     |

### Participaciones con la selección
| Torneo                   | Sede          | Resultado    | Partidos | Goles |
| ------------------------ | ------------- | ------------ | -------- | ----- |
| Sudamericano Sub-20 2015 | Uruguay       | Campeón      | 9        | 9     |
| Copa Mundial Sub-20 2015 | Nueva Zelanda | Primera fase | 3        | 1     |

## Estadísticas

### Clubes
Actualizado al último partido disputado el 23 de mayo de 2025.
| Club                         | Div.          | Temporada     | Liga  | Liga  | Liga   | Copas nacionales | Copas nacionales | Copas nacionales | Copas internacionales | Copas internacionales | Copas internacionales | Total | Total | Total  |
| Club                         | Div.          | Temporada     | Part. | Goles | Asist. | Part.            | Goles            | Asist.           | Part.                 | Goles                 | Asist.                | Part. | Goles | Asist. |
| ---------------------------- | ------------- | ------------- | ----- | ----- | ------ | ---------------- | ---------------- | ---------------- | --------------------- | --------------------- | --------------------- | ----- | ----- | ------ |
| River Plate Argentina        | 1.ª           | 2013-14       | 16    | 2     | 1      | 1                | 0                | 0                | 0                     | 0                     | 0                     | 17    | 2     | 1      |
| River Plate Argentina        | 1.ª           | 2014          | 7     | 0     | 1      | 2                | 0                | 0                | 4                     | 2                     | 0                     | 13    | 2     | 1      |
| River Plate Argentina        | 1.ª           | 2015          | 3     | 0     | 0      | 0                | 0                | 0                | 0                     | 0                     | 0                     | 3     | 0     | 0      |
| River Plate Argentina        | Total club    | Total club    | 26    | 2     | 2      | 3                | 0                | 0                | 4                     | 2                     | 0                     | 33    | 4     | 2      |
| Banfield Argentina           | 1.ª           | 2015          | 18    | 7     | 0      | 1                | 0                | 0                | —                     | —                     | —                     | 19    | 7     | 0      |
| Banfield Argentina           | 1.ª           | 2015-16       | 16    | 5     | 1      | 1                | 0                | 0                | —                     | —                     | —                     | 17    | 5     | 1      |
| Banfield Argentina           | Total club    | Total club    | 34    | 12    | 1      | 2                | 0                | 0                | 0                     | 0                     | 0                     | 36    | 12    | 1      |
| Genoa C. F. C. · Italia      | 1.ª           | 2016-17       | 35    | 12    | 1      | 1                | 1                | 1                | —                     | —                     | —                     | 36    | 13    | 2      |
| Genoa C. F. C. · Italia      | 1.ª           | 2017-18       | 0     | 0     | 0      | 1                | 1                | 0                | —                     | —                     | —                     | 1     | 1     | 0      |
| Genoa C. F. C. · Italia      | Total club    | Total club    | 35    | 12    | 1      | 2                | 2                | 1                | 0                     | 0                     | 0                     | 37    | 14    | 2      |
| ACF Fiorentina · Italia      | 1.ª           | 2017-18       | 38    | 14    | 4      | 2                | 0                | 0                | —                     | —                     | —                     | 40    | 14    | 4      |
| ACF Fiorentina · Italia      | 1.ª           | 2018-19       | 36    | 6     | 3      | 4                | 2                | 1                | —                     | —                     | —                     | 40    | 8     | 4      |
| ACF Fiorentina · Italia      | Total club    | Total club    | 74    | 20    | 7      | 6                | 2                | 1                | 0                     | 0                     | 0                     | 80    | 22    | 8      |
| Cagliari Calcio · Italia     | 1.ª           | 2019-20       | 37    | 12    | 4      | 0                | 0                | 0                | —                     | —                     | —                     | 37    | 12    | 4      |
| Cagliari Calcio · Italia     | 1.ª           | 2020-21       | 33    | 6     | 2      | 0                | 0                | 0                | —                     | —                     | —                     | 33    | 6     | 2      |
| Cagliari Calcio · Italia     | 1.ª           | 2021-22       | 1     | 0     | 0      | 1                | 0                | 0                | —                     | —                     | —                     | 2     | 0     | 0      |
| Cagliari Calcio · Italia     | Total club    | Total club    | 71    | 18    | 6      | 1                | 0                | 0                | 0                     | 0                     | 0                     | 72    | 18    | 6      |
| Hellas Verona F. C. · Italia | 1.ª           | 2021-22       | 35    | 17    | 6      | —                | —                | —                | —                     | —                     | —                     | 35    | 17    | 6      |
| Hellas Verona F. C. · Italia | Total club    | Total club    | 35    | 17    | 6      | 0                | 0                | 0                | 0                     | 0                     | 0                     | 35    | 17    | 6      |
| S. S. C. Napoli · Italia     | 1.ª           | 2022-23       | 25    | 4     | 1      | 1                | 1                | 0                | 7                     | 4                     | 0                     | 33    | 9     | 1      |
| S. S. C. Napoli · Italia     | 1.ª           | 2023-24       | 28    | 1     | 1      | 3                | 1                | 0                | 6                     | 1                     | 0                     | 37    | 3     | 1      |
| S. S. C. Napoli · Italia     | 1.ª           | 2024-25       | 30    | 1     | 1      | 3                | 1                | 1                | —                     | —                     | —                     | 33    | 2     | 2      |
| S. S. C. Napoli · Italia     | Total club    | Total club    | 83    | 6     | 3      | 7                | 3                | 1                | 13                    | 5                     | 0                     | 103   | 14    | 4      |
| Total carrera                | Total carrera | Total carrera | 357   | 87    | 26     | 21               | 7                | 3                | 17                    | 7                     | 0                     | 393   | 101   | 27     |

### Hat-tricks
| 1 | 29 de abril de 2018   | Artemio Franchi, Florencia    | Fiorentina - Napoli        |  | 3 - 0 | Serie A 2017-18 |
| 2 | 24 de octubre de 2021 | Marcantonio Bentegodi, Verona | Hellas Verona - Lazio      |  | 4 - 1 | Serie A 2021-22 |
| 3 | 27 de febrero de 2022 | Marcantonio Bentegodi, Verona | Hellas Verona - Venezia FC |  | 3 - 1 | Serie A 2021-22 |

## Palmarés

### Campeonatos nacionales
| Título           | Equipo          | País      | Año      |
| ---------------- | --------------- | --------- | -------- |
| Primera División | River Plate     | Argentina | F - 2014 |
| Copa Campeonato  | River Plate     | Argentina | 2014     |
| Serie A          | S. S. C. Napoli | Italia    | 2022/23  |
| Serie A          | S. S. C. Napoli | Italia    | 2024/25  |

### Copas internacionales
| Título              | Equipo      | Sede         | Año  |
| ------------------- | ----------- | ------------ | ---- |
| Copa Sudamericana   | River Plate | Buenos Aires | 2014 |
| Recopa Sudamericana | River Plate | Buenos Aires | 2015 |
| Sudamericano Sub-20 | Sub-20      | Montevideo   | 2015 |

### Distinciones individuales
| Distinción                       | Año  |
| -------------------------------- | ---- |
| Goleador del Sudamericano Sub-20 | 2015 |

## Vida privada
Es hijo del exfutbolista y director técnico Diego Simeone, también es hermano de los futbolistas Gianluca y Giuliano. Giovanni nació en Buenos Aires, Argentina, el 5 de julio de 1995. A los dos años se trasladó junto a su familia a Milán, después de que su padre fichó por el Inter de Milán. En 2003 volvió a Madrid, dónde su padre jugaba en el Club Atlético de Madrid hasta que en 2005 se trasladó a Buenos Aires, Argentina, dónde residía junto a sus dos hermanos menores y su madre; actualmente vive en Italia. Contrajo matrimonio en el año 2021.